# پل هارهویس
 پل هارهویس (انگلیسی: Paul Haarhuis؛ زاده ۱۹ فوریهٔ ۱۹۶۶) یک تنیس‌باز اهل هلند است.